# ピットイン・ミュージック
ピットイン・ミュージック（PIT IN MUSIC）は、テレビ埼玉がかつて放映していたテストパターン調の時間調整のためのつなぎ番組である。1979年4月の開局と同時にスタートし、1985年の秋に終了した。

## 概要
放送する番組のない時間帯に、写真のネガフィルムを画像使用して音楽を流す単調な番組であった。基本的にはテストパターンと全く同形式であった。
なお、千葉テレビには「ピットイン・ミュージック」と同様のスタイルを持った「お茶の間BGM」という番組があった。